# アシュビル (ノースカロライナ州)

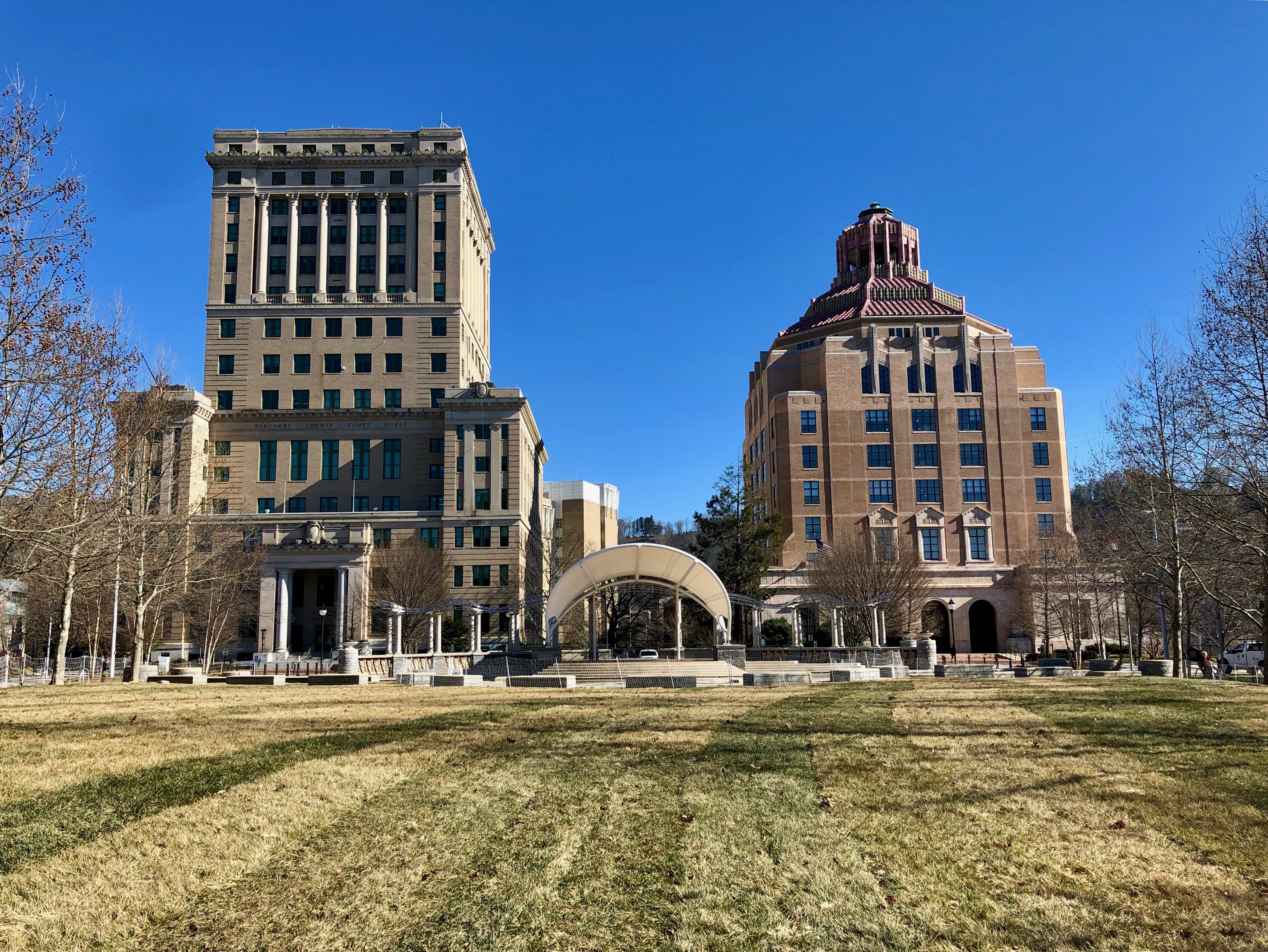
郡裁判所と市庁舎

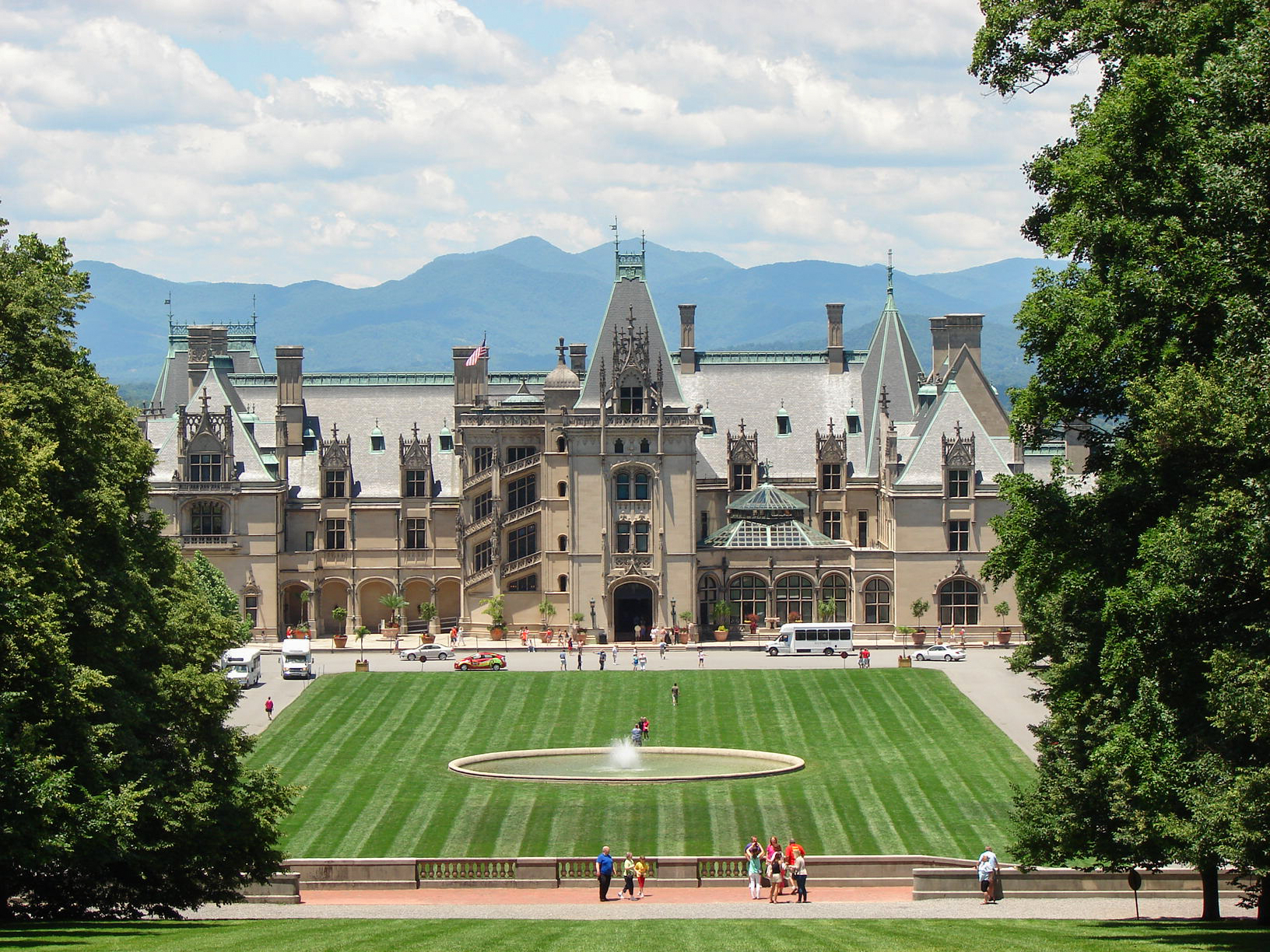
ビルトモア・エステート

アシュビル（英: Asheville）アメリカ合衆国ノースカロライナ州の都市。バンコム郡の郡庁所在地である。人口は9万4589人（2020年）。ノースカロライナ州西部では最大の都市であり、現在でも成長を続けている。4つの郡により構成されるアシュビル都市圏の中核である。Relocate-America.com の「2007年アメリカで住みたい場所100傑」では1位となり、2005年時点でも9位だった。

## 歴史

### 設立
ヨーロッパ人が到来する以前、アシュビルが現在ある土地はチェロキー族インディアンの領土内に入っていた。1540年、スペインの探検家エルナンド・デ・ソトがこの地域を訪れた最初のヨーロッパ人になった。その後ヨーロッパの伝染病が蔓延したことで、著しくインディアンの人口を減らした。この地域は19世紀半ばまで公開の猟場として使われていた。
町としてのアシュビルの歴史は1784年に始まった。この年、サミュエル・ダビッドソン大佐とその家族がノースカロライナ州から兵士に与えられた土地特許を実行に移して、スワナノア渓谷に入植した。ダビッドソンはクリスチャン・クリークの岸に丸太小屋を建ててから間もなく、チェロキー族の1隊に森の中に誘い出されて殺された。ダビッドソンの妻と子供達、および女奴隷が16マイル (26 km) 離れたダビッドソン砦（ダビッドソンの父ジョン・ダビッドソン将軍に因んで名付けられていた）まで徒歩で逃げた。
この殺人に反応してダビッドソンの双子の弟ウィリアム・ダビッドソン少佐と義理の息子ダニエル・スミス大佐が遠征隊を組織し、ダビッドソンの遺体を回収し、殺人に対する報復をした。この遠征隊から数ヶ月後にダビッドソン少佐やその一族がこの地域に戻り、ビーツリー・クリーク河口に入植した。
1790年の国勢調査ではこの地域に1,000人の住人がいることになっていたが、この数字にはチェロキー族は入っていなかった。バンコム郡は1792年に正式に創設された。1793年に「モリスタウン」と名付けられた郡庁所在地が2つの古いインディアン道が交差する大地に造られた。1797年、モリスタウンに市制が布かれ、ノースカロライナ州知事サミュエル・アシュに因んで「アシュビル」と改名された。

### 南北戦争
アシュビルは1861年の人口が2,500人ほどであり、比較的南北戦争の局外に置かれていたが、南軍に多くの中隊を供給した。それでも北軍に比べれば実質的に少数に過ぎなかった。暫くの間、エンフィールド銃製造施設が町の中に置かれていた。戦争は忘れた頃に訪れ、1865年4月上旬に現在ノースカロライナ大学アシュビル校がある場所で「アシュビルの戦い」が行われ、北軍は南軍の年長者や年少者予備役の小集団およびバンコム・ターンパイクを横切って準備された塹壕線に集まった南軍兵の抵抗に遭って、テネシー州に撤退した。北軍には大きな損失無しにアシュビルを占領できるときのみ実行するよう命令が出ていた。
その月遅くより大部隊であるストーンマンの襲撃の一部として、スワナノア峡谷でも戦闘が行われ、北軍はノースカロライナ州西部の南軍指揮官マーティン准将の抵抗に遭って退却したが、ハワード峡谷やヘンダーソン郡を経由してこの地域に戻ってきた。4月下旬、北軍のストーンマン将軍が全体指揮を執る部隊がアシュビルを占領した。この部隊は交渉後に出発したが、その後戻ってきて町の南軍支持者の家を多く略奪し燃やした。戦争が終わった後の数年間、敗れた南部の大半と同様にバンコム郡は経済的にも社会的にも困難な時代を過ごした。

### 1900年代から現在
アシュビルは1910年代から1920年代に繁栄したが、世界恐慌の打撃が極めて大きかった。1930年11月30日、アシュビルにあった6つの銀行全てが破綻した。ワコビアだけがウィンストン・セーラムからの現金注入で開店した状態を続けた。その前の10年間で爆発的な成長を遂げていたために市債という形で持っていた市の一人当たり負債は国内の都市でも最大級になった。裁判所と市役所、道路の舗装、ボーキャッチャー・トンネル、学校の建物および市民公園といった幅広いインフラの改良のために、1929年には市とバンカム郡併せて公債借入金5,600万ドル以上に対する支払が必要だった。市は債務不履行とはならずに50年間以上掛けて借金を払った。世界恐慌の始まったときから1980年代まで、アシュビルの経済成長は緩りだった。この景気低迷の期間中心街の建物の大半が変更を加えられずに残った。このことで、国内でも最も印象的で包括的なアール・デコ調建築物の集積になった。
アシュビル地域は1916年7月15日から16日にかけて、熱帯低気圧の名残のために厳しい洪水を経験し、300万ドル以上の被害を出した。2004年9月にもハリケーン・フランシスとハリケーン・アイバンの名残からの激しい雨で、特にビルトモア村で大きな洪水になった。
2003年100周年記念オリンピック公園爆破犯人エリック・ロバート・ルドルフが、連邦裁判所の罪状認否のためにマーフィーからアシュビルに移送された。
アシュビルはその歴史の中で少なくとも2つの渾名を受けてきた。
- 「空の土地」はフランシス・フィッシャー・ティアナン（筆名クリスチャン・リード）の同名小説に因むものである。
- 「南部のパリ」（ルイジアナ州ニューオーリンズとサウスカロライナ州チャールストンも同じ事を主張している）

非公式な渾名である「リンゴの土地」はあまり認識されることが無かった。合衆国の中でもアシュビルから大量のリンゴが輸出されたことを知る者は少ない。

## 市の概要
アシュビルは様々なもので国内ランキングに浮かび上がっている。「モダン・マチュリティ」は「最も活動的な場所になるところ50」の1つに挙げた。「アメリカンスタイル」誌は「アメリカで芸術の目的地トップ25」の1つに挙げた。「セルフ」誌は「女性にとって最も幸せな都市」とした。「AAPPマガジン」では、「貴方の人生を再創造する最良の場所」の1つになり、「ローリング・ストーン」では「アメリカの新しい変人首都」に選んだ。CBSニュースの「アメリカの視点」では「新時代のメッカ」とも呼ばれてきた。PETAからはアメリカで「最もベジタリアンに優しい」小都市と名付けられた。エリック・ワイナーによる2008年の著作“The Geography of Bliss”（Twelve Books）では、アメリカ合衆国で最も幸福な場所の一つと言われた。
2007年、「フロマーズの都市ランキングと評価」では、合衆国で住みたい場所トップ7の一つに指名され、「フォーブス」誌では事業と経歴のための都市圏200のうち23位にランクされた。「フロマーズ」の旅行ガイドでは2007年に世界の見ておかねばならない場所トップ12の1つにも挙げられた。
アシュビルと周辺の山脈は紅葉がピークになる10月が人気がある。美しいブルーリッジ・パークウェイがアシュビル地域を抜けビルトモア・エステート近くを走っている。

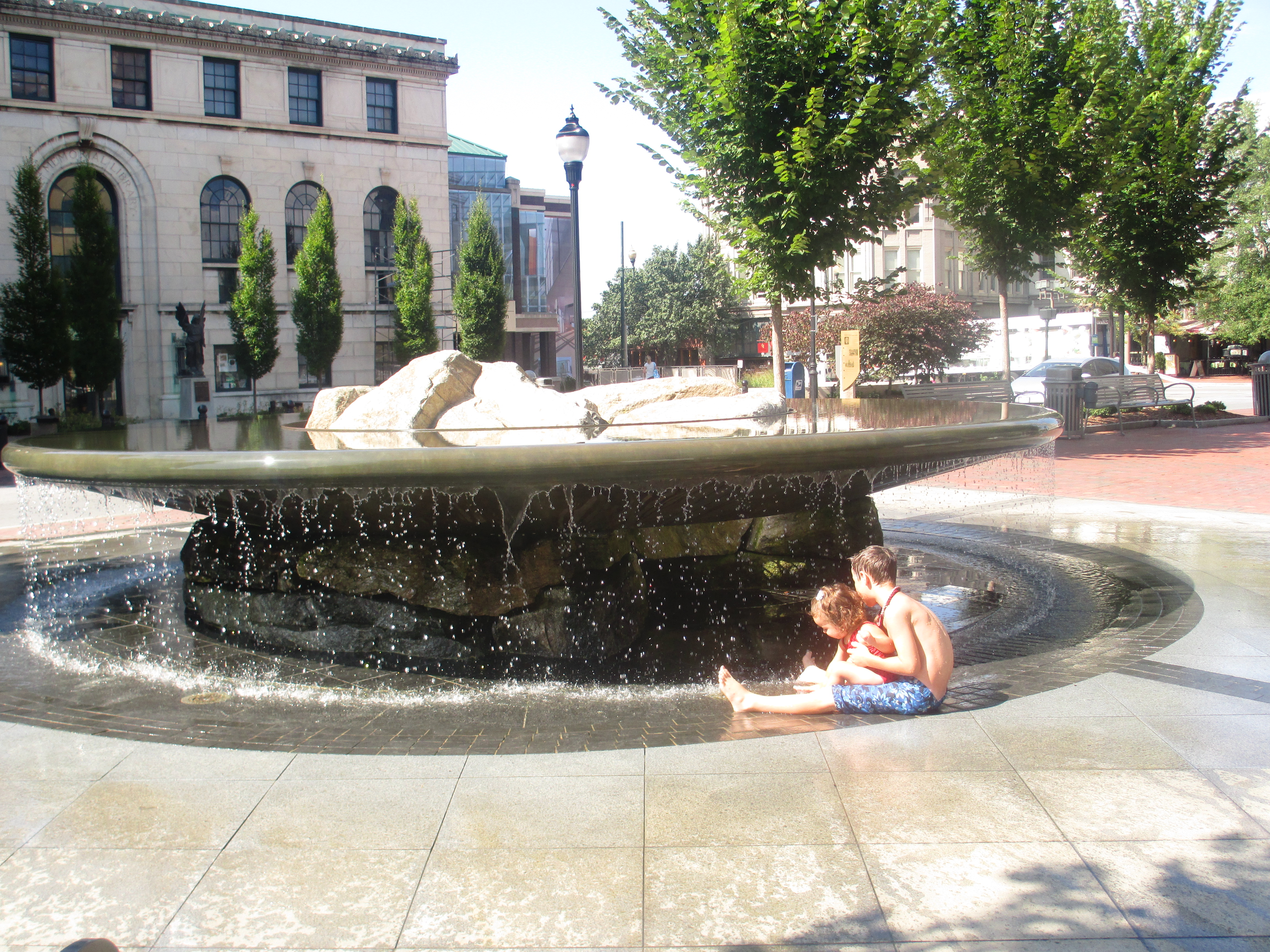
ダウンタウン・アッシュビル

市では初めてのアフリカ系アメリカ人女性市長であるテリー・ベラミーは、その目標が「違法な銃を通りから排除することで公共の安全を守る」ことである二大政党提携の集団「違法銃に反対する市長同盟」の会員である。2005年、チャールズ・ワーリー市長はアメリカ市長会議気候保護協定に署名し、2006年、市政委員会は持続可能なエネルギーと環境に関する諮問委員会を創設した。2007年、市政委員会は合衆国東海岸の都市では初めて、市の建物をすべてLEED（環境性能評価システム）ゴールドスタンダードに従って建設し、2040年までに2001年基準でエネルギー80％削減を達成すると宣言した。2007年の委員会はウォーレン・ウィルソン・カレッジと共に、市とカレッジと共同して気候に関して共同の目標を目指して活動するという協定に調印した。

## 地理
アシュビルはブルーリッジ山脈の中で、スワナノア川とフレンチブロード川が合流する点に位置する。アメリカ合衆国国勢調査局に拠れば、市域全面積は41.3平方マイル (107.0 km2)、このうち陸地は40.9平方マイル (106.0 km2)、水面は0.4平方マイル (1.0 km2)で水域率は0.94％である

### 気候
アシュビルは温暖湿潤気候に属するが、亜熱帯高地気候との境目でもある。気象はアメリカ合衆国南東部の他の部分に似ているが、標高が高いためにかなり冷涼である。特に夏は暑いが、州内東部の都市ほど暑くはならない。アシュビルの過去最高気温は1983年の100°F (37℃) であり、過去最低気温は1985年の −16°F (−27℃) だった。冬季には最低コンが通常氷点下になり、ほとんど常に雪が降り、毎年数回は雨氷が降る。
| アシュビルの気候           | アシュビルの気候 | アシュビルの気候 | アシュビルの気候 | アシュビルの気候 | アシュビルの気候 | アシュビルの気候 | アシュビルの気候 | アシュビルの気候 | アシュビルの気候 | アシュビルの気候 | アシュビルの気候 | アシュビルの気候 | アシュビルの気候 |
| 月                         | 1月              | 2月              | 3月              | 4月              | 5月              | 6月              | 7月              | 8月              | 9月              | 10月             | 11月             | 12月             | 年               |
| -------------------------- | ---------------- | ---------------- | ---------------- | ---------------- | ---------------- | ---------------- | ---------------- | ---------------- | ---------------- | ---------------- | ---------------- | ---------------- | ---------------- |
| 平均最高気温 °C （°F）     | 8 (47)           | 10 (50)          | 13 (57)          | 20 (68)          | 24 (76)          | 27 (82)          | 28 (84)          | 28 (83)          | 25 (77)          | 20 (68)          | 13 (57)          | 8 (48)           | 19 (67)          |
| 平均最低気温 °C （°F）     | −2 (28)          | −1 (30)          | 1 (35)           | 7 (45)           | 11 (53)          | 15 (60)          | 17 (63)          | 16 (62)          | 13 (56)          | 7 (45)           | 1 (35)           | −1 (29)          | 7 (45)           |
| 降水量 mm （inch）         | 66 (2.6)         | 79 (3.1)         | 102 (4.0)        | 84 (3.3)         | 74 (2.9)         | 89 (3.5)         | 86 (3.4)         | 102 (4.0)        | 79 (3.1)         | 69 (2.7)         | 66 (2.6)         | 69 (2.7)         | 963 (37.9)       |
| 降雪量 cm （inch）         | 11.7 (4.6)       | 11.7 (4.6)       | 8 (3)            | 1.8 (0.7)        | 0 (0)            | 0 (0)            | 0 (0)            | 0 (0)            | 0 (0)            | 0 (0)            | 1.8 (0.7)        | 5 (2)            | 39.6 (15.6)      |
| 出典：Weatherbase Jan 2007 |                  |                  |                  |                  |                  |                  |                  |                  |                  |                  |                  |                  |                  |

### 地区
- 北部にはアルベマールパーク、ビーバーダム、ビーバーレイク、チェスナットヒルズ、コロニアルハイツ、グラブパーク、キンバリー、モントフォードおよびノアウッドパークの各地区を含んでいる。モントフォード地域歴史地区、チェスナットヒルズ歴史地区およびグラブパーク歴史地区は国定登録歴史史跡に挙げられている。モントフォードとアルベマールパークはアシュビル市政委員会から地元の歴史史跡に指名された。
- 東部にはビバリーヒルズ、チャンズコウブ、ホークリーク、オークリー、オーティーン、レイノルズおよびタウンマウンテンの各地区を含んでいる。
- 西部にはウィルシャーパーク、ベアクリーク、ディバービューパーク、エンマ、ハイアルタパーク、ルサーンパーク、マルバーンヒルズ、サルファースプリングス、ヘイウッドロードおよびウエストアシュビルの各地区を含んでいる。
- 南部にはバランツリー、ビルトモアビレッジ、ビルトモアパーク、ケニルワース、オークフォレスト、ロイヤルパインズ、シャイローおよスカイランドの各地区を含んでいる。ビルトモアビレッジはアシュビル市政委員会から地元の歴史史跡に指名された[18]。

## 建築

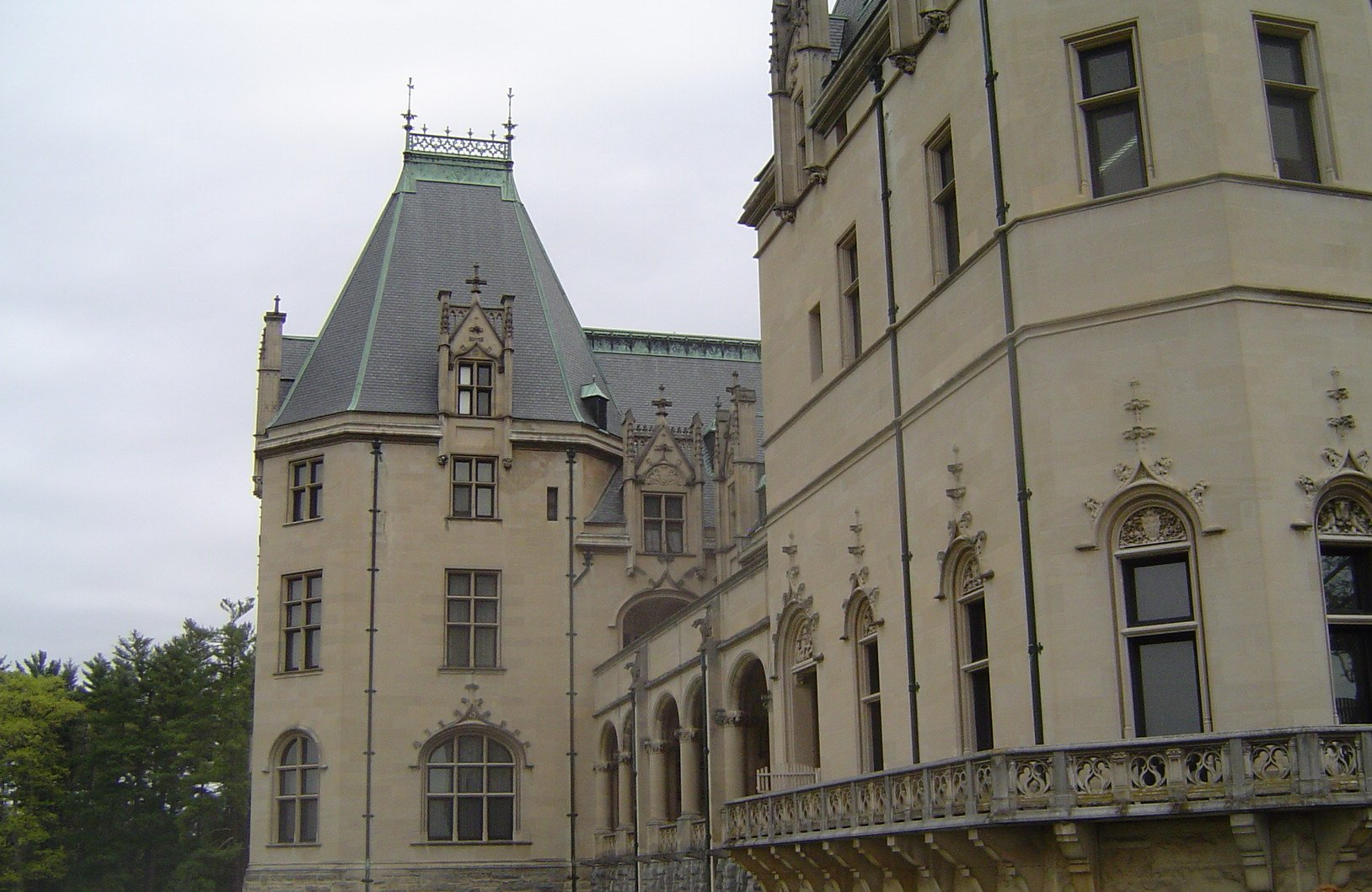
ビルトモア・エステート

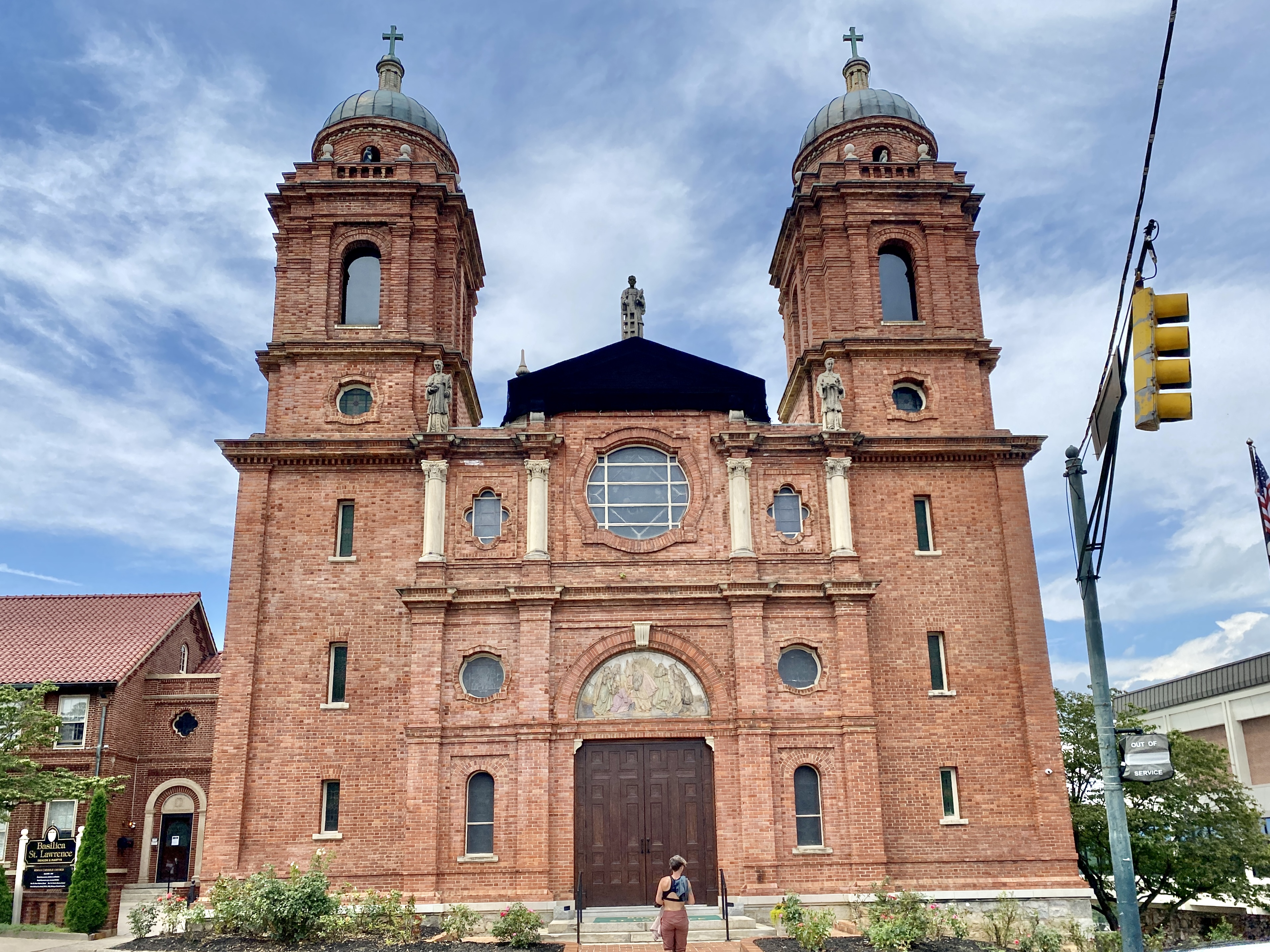
セントローレンス・バシリカ

市内にはジョージ・ワシントン・ヴァンダービルト2世によって建設されたアメリカでも最大の私有家屋である贅沢な「ビルトモア・エステート」があり、毎年数十万人の観光客を集めている。アシュビルにあるその他の著名な建築物には、アール・デコ調の市役所、中心街にあるバッテリーパーク・ホテル、ネオゴシック調のジャクソン・ビル、グラブアーケードおよびセントローレンス・バシリカなど特異な建物がある。S&Wカフェテリア・ビルもアール・デコ調の素晴らしい例となっている。グラブパーク・インはアーツ・アンド・クラフツ運動の建築とデザインの重要な一例である。
モントフォード地区とその他中央部は歴史地区と見なされ、ビクトリア調家屋がある。一方有名な荘園の入口にあるビルトモアビレッジには、アシュビル地域でしか見られない特異な建築物が並んでいる。ジョージ・ヴァンダービルトの荘園を建設する時に労働者が泊まったのがここだった。しかし今日では、アシュビルの多くの歴史地区と同様に、古風な趣のあるトレンディな店舗と興味有るブティークがある地区に変わってきた。中心部のさらに真ん中にジョージ・ヴァンダービルトによって1892年に設立されたYMI文化センターは合衆国でも最古クラスのアフリカ系アメリカ人文化センターである。

## 人口動態

### 都市圏

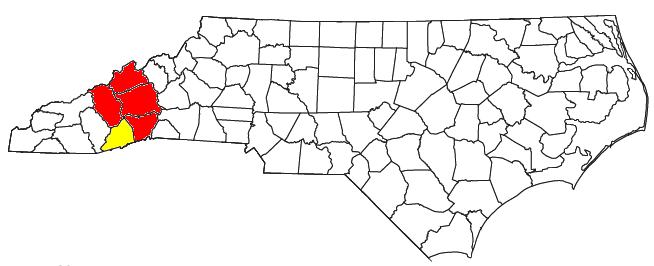
アシュビル・ブリバード都市圏とその要素の位置:
アシュビル都市圏
ブリバード都市圏

アシュビル都市圏（バンカム、ヘイウッド、ヘンダーソン、およびマディソンの各郡）とブリバード都市圏（トランシルベニア郡）を組み合わせた複合統計上都市圏であるアシュビル・ブリバード都市圏の中で、アシュビル市は大きな主要市である。アシュビル都市圏にはアシュビル以外にヘンダーソンビル市とウェインズビル町と多くの小さな編入町がある。その他に幾つか未編入の田園および郊外の地域社会が存在している。アシュビル都市圏、および広域都市圏を形成する各郡の人口は以下の通りである（2010年国勢調査）。
アシュビル都市圏
| 郡             | 州                 | 人口      |
| -------------- | ------------------ | --------- |
| バンコム郡     | ノースカロライナ州 | 238,318人 |
| ヘンダーソン郡 | ノースカロライナ州 | 106,740人 |
| ヘイウッド郡   | ノースカロライナ州 | 59,036人  |
| マディソン郡   | ノースカロライナ州 | 20,764人  |
| 合計           | 合計               | 424,858人 |

アシュビル・ブレバード広域都市圏
| 都市圏/小都市圏    | 郡                 | 州                 | 人口      |
| ------------------ | ------------------ | ------------------ | --------- |
| アシュビル都市圏   | アシュビル都市圏   | アシュビル都市圏   | 424,858人 |
| ブレバード小都市圏 | トランシルベニア郡 | ノースカロライナ州 | 33,090人  |
| 合計               | 合計               | 合計               | 457,948人 |

### 市域人口推移
以下にアシュビル市における1870年から2010年までの人口推移をグラフおよび表で示す。
| 統計年 | 人口     |
| ------ | -------- |
| 1870年 | 1,400人  |
| 1880年 | 2,616人  |
| 1890年 | 10,235人 |
| 1900年 | 14,694人 |
| 1910年 | 18,762人 |
| 1920年 | 28,504人 |
| 1930年 | 50,193人 |
| 1940年 | 51,310人 |
| 1950年 | 53,000人 |
| 1960年 | 60,192人 |
| 1970年 | 57,929人 |
| 1980年 | 54,022人 |
| 1990年 | 61,607人 |
| 2000年 | 68,889人 |
| 2010年 | 83,393人 |

## 教育

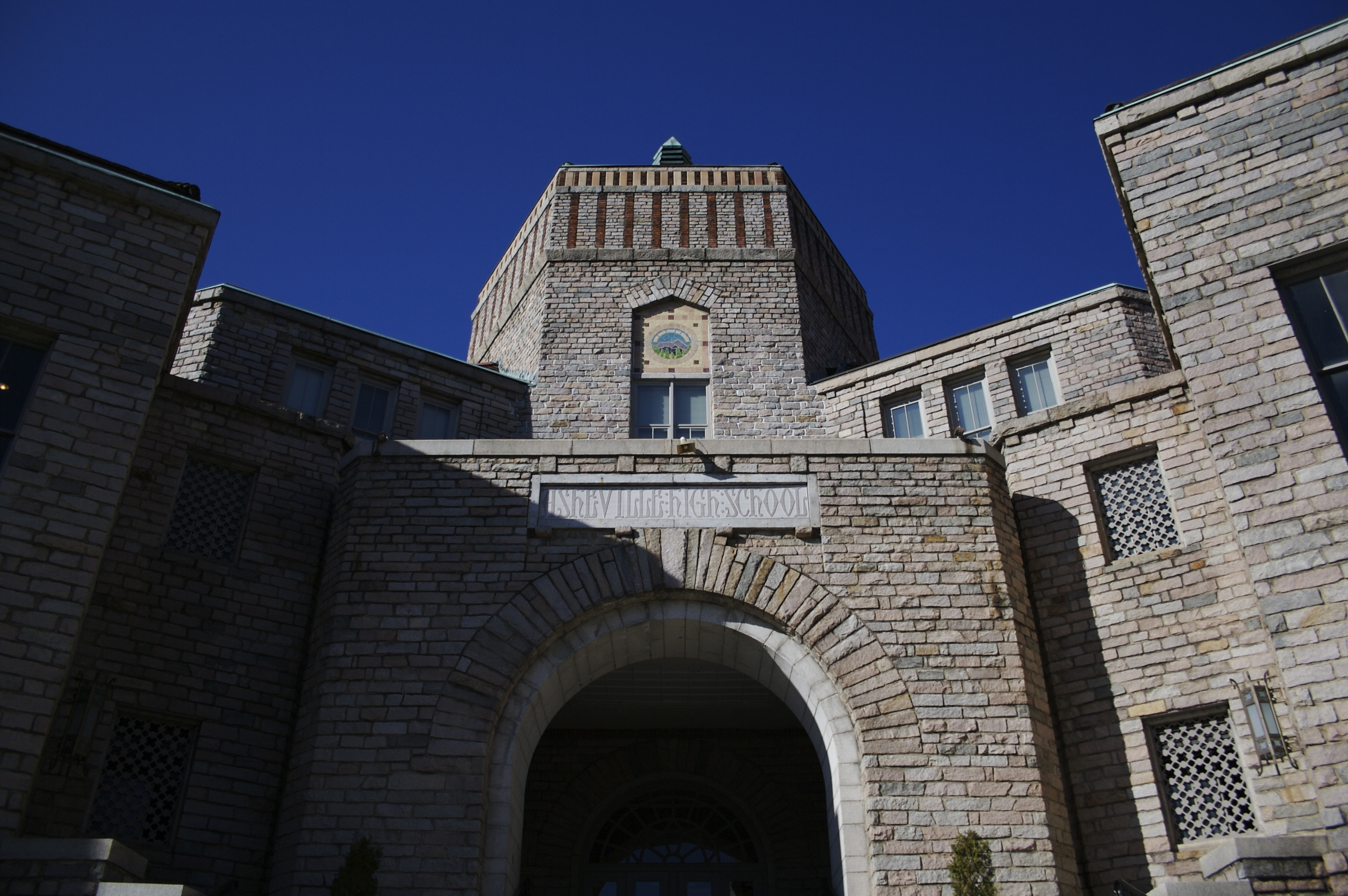
アシュビル高校主玄関

公立のアシュビル市学校群にはアシュビル高校、アシュビル中等学校、クラクストン小学校、ホール・フレッチャー小学校、アイザック・ディクソン小学校、アイラ・B・ジョーンズ小学校およびバンス小学校がある。アシュビル高校は「ニューズウィーク」誌で全米のトップ100高校の一つに挙げられた。バンコム郡教育学区ではアシュビル市内外にある高校、中等学校、小学校を運営している。
アシュビルにはアメリカ合衆国南東部で唯一のサドベリー・スクールであるカツアー・サドベリー学校がある。他にノースカロライナ州では最初のチャーター・スクールである児童用フランシーヌ・デラニー・ニュースクール、アウトワード・バウンド探検学習学校であるエバーグリーン・コミュニティ・チャーター・スクールなど幾つかのチャーター・スクールがあり、全米でも最も環境意識の高い学校群と認識されている。
アシュビル地域には2つの私立高校がある。アーデンにある男子校のクライスト・スクールと共学校のアシュビル・スクールである。それぞれカレッジ入学前のカリキュラムを用意し、地元の通学生徒に加えて世界中からの寄宿生を受け入れている。その他の私立学校としては、レインボーマウンテン児童学校、アシュビル・クリスチャン・アカデミー、ハンガーホール女子校、ニュー・クラシカル・アカデミーおよびカロライナ・デイスクールがあり、地元の通学生を受け入れている。さらにその使命を低収入家庭の生徒を教育することに置いている私立校、ニューシティ・クリスチャン・スクールがある。

### 大学
アシュビルとその周辺地域には下記のような幾つかの高等教育機関がある。
- アシュビル・バンカム工科コミュニティカレッジ（アシュビル市）
- ブラック・マウンテン・カレッジ（ブラックマウンテン町、1933年-1957年）
- ブリバード・カレッジ（ブリバード市）
- マーズヒル・カレッジ（マーズヒル町）
- モントリート・カレッジ（モントリート町）
- ノースカロライナ大学アシュビル校（英語版）（アシュビル市）
- ウォーレン・ウィルソン・カレッジ（スワナノア）
- 西カロライナ大学（カローヒー）

## 交通
アシュビル市に行くには近くのフレッチャーにあるアシュビル地域空港が使え、車ならば州間高速道路40号線、同240号線および同26号線がある。2003年に州間高速道路26号線が、アシュビルの北にあるマーズヒルからテネシー州ジョンソンシティまで延伸され、ブルーリッジ山脈を抜ける20年間、5億ドルを掛けたプロジェクトが完成した。アメリカ国道19号線、同23号線および州間高速道路240号線の西側部分を改良することで、州間高速道路26号線のマーズヒルから州間高速道路40号線までの改良が続いている。この建設にはフレンチブロード川に架ける数百万ドルの橋を含んでおり、2008年以降まで着工の計画が立てられていない。
アシュビル市はアシュビル交通システムを運営しており、市内の各所と周辺地域を結ぶバス路線がある。
ノーフォーク・サザン鉄道が市内を通っているが、旅客列車は運行されていない。

## 公共事業と施設

### 水道
アシュビル市の飲料水はアシュビル市水道局によって供給されている。これは3カ所の水処理場、1,600マイル (2,600 km) 以上の配水管、30カ所のポンプ場と27カ所の貯水池で構成されている。
アシュビルの当初の上水道はボーキャッチャー山に貯水池を建設し、様々な泉や小川から水を集めた1880年代に始まった。配管が布かれ、濾過されていない水が重力だけで町に配水された。

### 下水
下水道はバンカム郡都市圏下水地区が運営している。

### 電力
電力はプログレス・エナジー会社によって供給されている。

### 天然ガス
天然ガスはPSNCエナジーによって供給されている。

## 地元の文化

### 音楽
アシュビルと周辺地域の観光に基づいた経済では音楽の生演奏が重要な要素である。季節に応じた祭と多くのナイトクラブや演芸場が観光客や地元の者に広い範囲の生の娯楽行事を楽しむ機会を提供している。
アシュビルで人気のある活動は、プリチャード公園で地元住民によって開催される特に組織のないドラム・サークルであり、誰にでも公開されている。
アシュビルには特に強力な大道芸の社会がある。ベル・シェールやレキシントン・アベニュー・アーツ・アンド・ファン・フェスティバルのような屋外の祭では地元の音楽を演し物にしている。「シンディグ・オン・ザ・グリーン」という行事は市と郡の広場で7月と8月の土曜の夜に起こっている。伝統によってシンディグは「日没頃に」始まり、地元のブルーグラス・バンドやダンスチームがステージに登場し、郡庁舎を取り囲む木の下では形式張らないジャムセッションが行われる。別の行事として「ダウンタウン・アフター5」がある。これは午後5時から9時まで開催される毎月の連続コンサートであり、地元の音楽家と同様に人気のある旅回りの音楽家が登場する。
アシュビルでは毎年ウォーレン・ヘインズ・クリスマス・ジャムが開かれる。このイベントはハビタット・フォー・ヒューマニティのために寄付を募るものであり、毎年主要な他所からの芸能人を惹き付けており、これまでの出演者はデイブ・マシューズ、ワイスプレッド・パニック、オールマン・ブラザーズ・バンド、ブルース・トラベラーおよびグレイトフル・デッドやレッド・ツェッペリンのメンバーがいた。
ディスクジョッキーの音楽と、小さいが活動的なダンスコミュニティも中心街音楽の要素である。アシュビル・シンフォニーとアシュビル・リリックオペラもあり、多くのブルーグラス、カントリー、および伝統的マウンテン・ミュージックの音楽家もいる。地元の音楽界では2007年のスマッシング・パンプキンズによるオレンジ・ピールや2009年のビースティ・ボーイズが全国的な関心を集めた。

### スポーツ

#### 現役のチーム
| チーム名                         | 種目     | 設立年 | リーグ                            | 本拠地                   |
| -------------------------------- | -------- | ------ | --------------------------------- | ------------------------ |
| アッシュビル・ツーリスツ         | 野球     | 1897   | サウス・アトランティックリーグ    | マコーミック・フィールド |
| アシュビルシティSC               | サッカー | 2016   | USLリーグ2                        | メモリアル・スタジアム   |
| アシュビルシティSC（女子チーム） | サッカー | 2017   | 女子プレミアサッカーリーグ (WPSL) | メモリアル・スタジアム   |

#### 過去のチーム
| チーム名                     | 種目             | 設立年 | リーグ                                       | 本拠地                         | 活動期間  |
| ---------------------------- | ---------------- | ------ | -------------------------------------------- | ------------------------------ | --------- |
| アシュビル・スモーク         | アイスホッケー   | 1991   | ユナイテッド・ホッケー・リーグ               | アシュビル・シビック・センター | 1998-2002 |
| アシュビル・アルティチュード | バスケットボール | 2001   | NBAデベロップメント・リーグ                  | アシュビル・シビック・センター | 2001-2005 |
| アシュビル・エイシーズ       | アイスホッケー   | 2004   | サザン・プロフェッショナル・ホッケー・リーグ | アシュビル・シビック・センター | 2004-2005 |

#### その他のスポーツ
ノースカロライナ大学アシュビル校のような地域の大学やカレッジもスポーツで競っている。ノースカロライナ大学アシュビル校のスポーツチームはブルドッグスと呼ばれビッグサウス・カンファランスで試合をしている。ウォーレン・ウィルソン・カレッジのファイティングオウルズはマウンテンバイクとアルティメット・スポーツに参加している。このカレッジは、オウルズがバスケットボールのホームゲームを行うフッタードームを持っている。

#### レクリエーション
アシュビルは急流レクリエーション、特に合衆国東部における急流カヤックの主要中継点である。多くのカヤック製造者がアシュビル地域にその拠点を持っている。最も著名な急流カヤック乗りの何人かがアシュビルとその周辺に住んでいる。2006年7月・8月の雑誌では、アメリカン・ホワイトウォーターがアシュビルを合衆国でトップ5の急流都市の一つに挙げた。アシュビルには多くのディスクゴルフのコースがある。サッカーも大きなリクリエーションスポーツになっている。アザリア公園で多くの試合が行われ、地元のサッカークラブはHFCである。

### 芸能
アシュビル・コミュニティ劇団は1946年に設立されて、初のアマチュア制作になるアパラチアのドラマ『Dark of the Moon』を上演した。その後間もなく若い俳優だったチャールトン・ヘストンと妻のリンダ・クラークがこの小さな劇団を引き継いだ。現在のアシュビル・コミュニティ劇団ビルには2つの舞台があり、399席のメインステージ・オーディトリアム（その最も有名な卒業生に因んでヘストン・オーディトリアムと名付けられた）と、40席のより親密なブラックボックス空間35ビローがある。
ノースカロライナ劇団会社は中心街にある唯一の住人によるプロ劇団である。
アシュビル・リリックオペラが最近10周年を祝って、メトロポリタン・オペラのベテランであるアンジェラ・ブラウン、デイビッド・マリス、およびトニオ・ディ・パオロ出演でコンサートを開いた。アシュビル・リリックオペラはその活動的教育プログラムに加えて、地域社会のために通常3回の全幕オペラ公演を行っている。
2004年、アシュビル・アーツセンターが開館した。ここには、芸術教育のために設計された劇、ダンスと音楽のスタジオがある。アーツセンターの大ホールは地元のバンドやアシュビル・ムーブメント・コレクティブが定期的に公演している。

### 映画とテレビ
この地域は娯楽産業で長い歴史があるが、最近の発展で映画とテレビの潜在的成長地域としてアシュビルを確固たるものにしている。アシュビル映画祭はその6年目を終え、48時間フィルム・プロジェクトにも毎年参加している。市の公共ケーブルテレビ局URTVが2006年春に放送を始めた。この地域で少なくとも一部を制作された映画としては、A Breed Apart, Searching for Angela Shelton、ラスト・オブ・モヒカン、チャンス (1979年の映画)、My Fellow Americans、逃亡者、All the Real Girls、リッチー・リッチ、Thunder Road、ハンニバル、歌追い人、Patch Adams、Nell、フォレスト・ガンプ/一期一会、Mr. Destiny、Dirty Dancing、Bull Durham、The Private Eyes、The Swan、The Clearingと28DAYSがある。地元で制作された映画としては、Golden Throats of the 20th Centuryと2008年サンダンス映画祭で受賞したAnywhere, USAがある。

### メディア
アシュビルは「グリーンビル・スパルタンバーグ・アシュビル・アンダーソン」テレビ市場の中にあり、「アシュビル」ラジオ市場の中にある。
アシュビルの主要なテレビ局としては、ABC系列のWLOS-TV、チャンネル13があり、ビルトモア公園にスタジオ、マウントピスガーに中継所がある。その他アシュビルで免許を受けた局としては、公共放送サービス系のWUNF、チャンネル33と、CW系列のWYCW、チャンネル62がある。またサウスカロライナ州北部の局であるNBC系列のWYFF、チャンネル4、CBS系列のWSPA-TV、チャンネル７、フォックス放送系列のWHNS-TV、チャンネル21、およびマイネットワークTV系列のWMYA、チャンネル40も受信できる。サウスカロライナ州北部の公共放送系のSCETVは、ノースカロライナ州では一般にケーブルテレビを流していない。
「アシュビル・シティズンタイムズ」がノースカロライナ州西部の大半をカバーする日刊紙である。「マウンテン・イクスプレス」は地域最大の週刊紙であり、地域の芸術と政治をカバーしている。

## 著名な住人

### 生存者
- ハリー・アンダーソン（1952年- ）、NBCの「ナイト・コート」に9シーズン出演[32]
- ジョン・アベリー（1976年- ）、NFL、XFLおよびCFLでアメリカンフットボール選手、アシュビル高校卒[33]
- ブラッド・ドハティ（1965年- ）元NBAバスケットボール選手、現在はESPN NASCARの解説者[34]
- グレッグ・カートライト（1970年- ）、ロックミュージシャン、アシュビルに移住[35]
- チャールズ・フレージャー（1950年- ）、著作家、アシュビルで生まれノースカロライナ大学アシュビル校卒[36]
- ロバータ・フラック（1937年- ）、歌手、アシュビル生まれ[37]
- アイリーン・フルトン（1933年- ）、女優、アシュビル生まれ、1960年以来CBSのソープオペラアズ・ザ・ワールド・ターンズに出演[38]
- ウォーレン・ヘインズ（1960年- ）、音楽家、アシュビルで成長期を過ごした[39]
- ダレン・ホームズ（1966年- ）、MLBの野球選手、ロサンゼルス・ドジャース、ミルウォーキー・ブルワーズ、コロラド・ロッキーズ、ニューヨーク・ヤンキース、アリゾナ・ダイヤモンドバックス、セントルイス・カージナルス、ボルチモア・オリオールズおよびアトランタ・ブレーブスでプレイ
- デイビッド・ホルト（1946年- ）、フォークミュージシャン、現在はアシュビル近くに在住[40]
- オースティン・キンケイド（1980年- ）、ポルノスター、アシュビル生まれ、C・A・アーウィン高校卒
- ホープ・ラーソン（1982年- ）、アイスナー賞を受賞したイラストレーター、漫画家、劇画Salamander Dreamと Chiggersの作者[41]
- レナード・リトル（1974年- ）、NFLアメリカンフットボール選手、セントルイス・ラムズ、アシュビルで生まれ育った[42]
- アンディ・マクダウェル（1958年- ）女優、アシュビルに近いビルトモア・フォレスト在住[43]
- キャメロン・メイビン（1987年- ）、MLBの野球選手、フロリダ・マーリンズ、アシュビルで生まれ育った[44]
- ラシャード・マキャンツ（1984年- ）、NBAバスケットボール選手、サクラメント・キングス、アーウィン高校でも選手[45]
- ブライアン・リー・オマリー（1976年- ）、賞を取ったカナダの漫画家、劇画Scott Pilgrimシリーズの制作者[46]
- バズ・ピーターソン（1963年- ）、元シャーロット・ボブキャッツ監督、現在アパラチアン州立大学男子バスケットボール部監督、アシュビル生まれ[47]
- ロバート・プレスリー（1959年- ）、元NASCARドライバー、アシュビル生まれ[48]
- アンジェラ・シェルトン（1972年- ）、女優、プロデューサー[49]
- ブレット・スウェイン（1986年- ）、NFLアメリカンフットボール選手、グリーンベイ・パッカーズ
- ロイ・ウィリアムズ（1950年- ）、ノースカロライナ大学チャペルヒル校バスケットボールコーチ、アシュビル育ち[50]
- ウィリアム・ウィンケンワーダー・ジュニア、健康問題担当国防長官補（2001年-2007年）[51]

### 物故者
- ドナルド・V・ベネット（1915年-2005年）、元アメリカ陸軍太平洋軍司令部指揮官
- エリザベス・ブラックウェル（1821年-1910年）、アメリカで初めて認定された女医
- ジョー・ボーマン（1925年-2009年）、アメリカ合衆国西部の靴職人かつ射手、アシュビルで成長したが12歳の1937年にテキサス州ヒューストンに移転
- ウィリアム・ジェニングス・ブライアン（1860年-1925年）、20世紀の政治家、大統領候補[52]
- ダグラス・エリントン（1886年-1960年）、建築家、アシュビル市役所とアシュビル高校の設計者
- F・スコット・フィッツジェラルド（1896年-1940年）、著作家
- ゼルダ・フィッツジェラルド（1900年-1948年）、F・スコット・フィッツジェラルドの妻、アシュビル精神病院の火災で死亡
- ラファエル・グスタビーノ（1842-1908年）、建築家、アシュビルのセントローレンス・バシリカに眠る
- シャーリー・ヘンフィル（1947年7月1日 - 1999年12月10日）、お笑いタレント、女優、1976年から1979年までテレビで放映されたホームコメディ「What's Happening!!」に出演したことで有名
- チャールトン・ヘストン（1923年-2008年）、俳優、アカデミー賞受賞者、1947年に妻のリディアと共にアシュビル・コミュニティ劇団を運営
- チャーリー・"チューチュー"・ジャスティス（1924年-2003年）、アメリカンフットボール選手
- バスコム・ラマー・ランスフォード（1882年-1973年）、民俗学者、音楽家、フォーク・フェスティバル創設者
- ロバート・モーグ（1934年-2005年）、電子音楽のパイオニア、モーグ・シンセサイザー発明者
- ロバート・K・モーガン（1918年-2004年）、第二次世界大戦時のB-17爆撃機"メンフィス・ベル"のパイロット
- ウィリアム・シドニー・ポーター、筆名 "オー・ヘンリー"（1862年-1910年）、著作家
- キフィン・ロックウェル（1892年-1916年）、飛行家、ラファイエット・エスカドリルのパイロット、敵軍飛行機を撃墜した最初のアメリカ人
- ジョージ・ワシントン・バンダービルト2世（1862年-1914年）、起業家、ビルトモア荘園設立者
- トマス・ウルフ（1900年-1938年）、著作家
- ルート・ボーイ・スリム、別名フォスター・マッケンジー3世（1945年-1993年）、ブルース・ミュージシャン
- ウィリアム・ダドリー・ペリー（1890年 - 1965年）、作家、ジャーナリスト、政治活動家、彼が創設したアメリカ白銀軍団の本部もアシュビルにあった。

## 観光
- ビルトモア・エステート
- ブルーリッジ・パークウェイ
- グレート・スモーキー山脈国立公園
- アシュビル植物園
- グラブパーク・イン
- ノースカロライナ樹木園
- スミス・マクダウェル・ハウス
- スライディング・ロック
- ベント・クリーク
- マコーミックフィールド

## 姉妹都市
アシュビルは6都市と姉妹都市を結んでいる。
- ギリシャ、カルペニシ
- メキシコ、サンクリストバル・ド・ラス・カサス
- フランス、ソミュール
- メキシコ、バラドリード
- ロシア、ウラジカフカス
- ナイジェリア、オソグボ